# Carousel (Banda)
Carousel é uma dupla que representará o país no Festival Eurovisão da Canção de 2019 em Tel Aviv .
Eles foram selecionados para representar a Letônia no concurso de 2019 depois de vencer a seleção nacional do país, a Supernova .  Eles farão a sua entrada, " That Night ", na primeira metade da segunda meia-final em Tel Aviv.